# كورنيليس دن هيلد
كورنيليس دن هيلد (بالهولندية: Cornelis den Held)‏ هو منافس ألعاب قوى هولندي، ولد في 19 يوليو 1883، وتوفي في 12 سبتمبر 1962.

## وصلات خارجية
- كورنيليس دن هيلد على موقع أوليمبيديا (الإنجليزية)